# Gran Premio dell'Insubria
El Gran Premio dell'Insubria es una carrera ciclista profesional que se disputa entre Italia y Suiza (registrada en Italia), en los territorios de habla italiana.
Fue creada en 2009 formando parte del UCI Europe Tour, dentro de la categoría 1.1. En 2011 cambió su nombre oficial por el de GP Regio Insubrica y a partir del 2011 estará registrada en Suiza.
Toma la salida en la ciudad italiana de Como, en Lombardía, y llega a la ciudad suiza de Lugano, en el Cantón del Tesino.

## Palmarés
| Año  | Ganador           | Segundo            | Tercero           |
| ---- | ----------------- | ------------------ | ----------------- |
| 2009 | Francesco Ginanni | Enrico Rossi       | Samuel Dumoulin   |
| 2010 | Samuel Dumoulin   | José Joaquín Rojas | Nicolas Roche     |
| 2011 | Giovanni Visconti | Jure Kocjan        | Rinaldo Nocentini |

## Palmarés por países
| País    | Victorias |
| ------- | --------- |
| Italia  | 2         |
| Francia | 1         |